# Città misteriose
Città misteriose è un documentario italiano del 2015, che è andato in onda su Focus dal 17 marzo 2015 al 14 aprile 2015. Il documentario è ambientato in luoghi italiani dove ci sono posti "inquietanti" e messaggi indecifrabili, spesso ignoti agli abitanti. Il documentario è prodotto dalla Sydonia Production. Molte puntate sono disponibili anche su Prime Video.
Oltre al programma, è stata creata anche una rivista omonima.

## Episodi
| Stagione | Episodi | Prima TV |
| -------- | ------- | -------- |
| 1        | 10      | 2015     |

### Stagione 1
| n° | Titolo         | Prima TV       | Città         |
| -- | -------------- | -------------- | ------------- |
| 1  | Toscana        | 17 marzo 2015  | Firenze       |
| 2  | Basilicata     | 17 marzo 2015  | Acerenza      |
| 3  | Emilia-Romagna | 24 marzo 2015  | Bologna       |
| 4  | Puglia         |                | Oltranto      |
| 5  | Lazio          | 31 marzo 2015  | Alatri        |
| 6  | Liguria        |                | Castelvecchio |
| 7  | Lombardia      |                | Mantova       |
| 8  | Veneto         |                | Venezia       |
| 9  | Umbria         | 14 aprile 2015 | Dunarobba     |
| 10 | Piemonte       | 14 aprile 2015 | Torino        |

## Trasmissione
Il documentario è andato in onda dal 17 marzo 2015 su Focus. L'ultima puntata è andata in onda il 14 aprile 2015. La casa di produzione del documentario ha anche prodotto una versione in inglese. Dal 27 luglio 2020, il documentario è disponibile anche su Prime Video.